# Цитохром-b5-редуктаза
Цитохром-b5-редуктаза (англ. Cytochrome b5 reductase) — NADH-залежний фермент, який перетворює ферріцитохром із вигляду Fe3+ на Fe2+. Він містить ФАД і каталізує реакцію:
NADH + H+ + 2 ферріцитохром-b5 = NAD+ + 2 ферріцитохром-b5
Свою здатність редукувати b5 цей фермент використовує у десатурації та елонгації жирних кислот, біосинтезі холестерину та метаболізмі ліків.
Цей фермент може також редукувати метгемоглобін на нормальний гемоглобін, завдяки чому отримавши неточний синонім метгемоглобінредуктаза (англ. methemoglobin reductase). Ізоформи, що проявляються в еритроцитах (CYB5R1, CYB5R3) виконають цю функцію in vivo. Ферріціанід є ще одним субстратом in vitro.
Наступні чотири людських гени кодують цитохром-b5-редуктази:
- CYB5R1
- CYB5R2
- CYB5R3
- CYB5R4